# Distrito electoral de Oakford n.º 9
Oakford No. 9 (en inglés: Oakford No. 9 Precinct) es un distrito electoral ubicado en el condado de Menard en el estado estadounidense de Illinois. En el Censo de 2010 tenía una población de 452 habitantes y una densidad poblacional de 9,26 personas por km².

## Geografía
Según la Oficina del Censo de los Estados Unidos, tiene una superficie total de 48.82 km², de la cual 48.32 km² corresponden a tierra firme y (1.01%) 0.49 km² es agua.

## Demografía
Según el censo de 2010, había 452 personas residiendo en Oakford n.º 9. La densidad de población era de 9,26 hab./km². De los 452 habitantes, Oakford n.º 9 estaba compuesto por el 99.56% blancos, el 0.22% eran afroamericanos, el 0.22% eran amerindios, el 0% eran asiáticos, el 0% eran isleños del Pacífico, el 0% eran de otras razas y el 0% pertenecían a dos o más razas. Del total de la población el 0% eran hispanos o latinos de cualquier raza.